# Провиантские склады (Нижний Тагил)
Демидовские провиантские склады — комплекс зданий постройки середины XVIII века в историческом центре города Нижнего Тагила (Свердловская область, Россия). Комплекс состоит из двух внешне похожих зданий: Верхнего провиантского и Нижнего провиантского складов. Оба здания построены в популярном тогда архитектурном стиле Петровское барокко. Здание Верхнего провиантского склада расположено на проспекте Ленина, 1а; здание Нижнего провиантского склада находится по улице Уральской, 2а. Оба здания находятся между двумя крупнейшими музеями города — Историко-краеведческим и Изобразительных искусств. Старейшие здания города.

## История
Склады были построены по указанию Акинфия Демидова для хранения запасов провианта для тагильских заводов в начале XVIII века. Здание Верхнего склада было заложено в 1726 году и окончено в 1730-м; Нижний склад был построен в 1750 году. В настоящее время здания в качестве музеев Нижнетагильского музея-заповедника «Горнозаводской Урал».

## Верхний провиантский склад

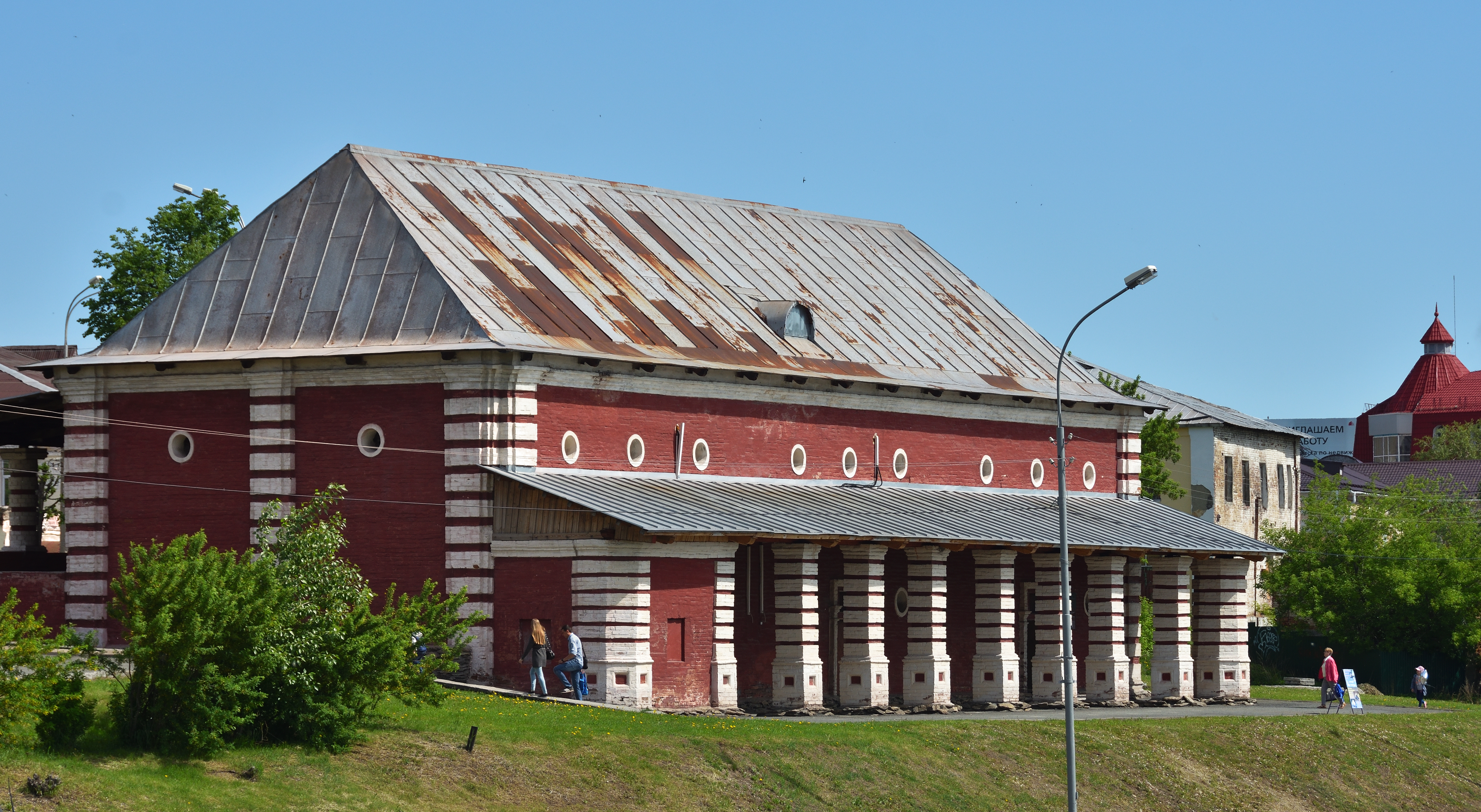
Верхний провиантский склад

Здание Верхнего склада одноэтажное, построено из кирпича, имеет круглые окна-иллюминаторы, рустованные «теремные» колонны и углы, высокую четырёхскатную (четырёхгранную) крышу «на голландский манир» с окнами-монсардами. Крыша с двух сторон переходит в навесы, которые опираются на два ряда кирпичных колонн по обе стороны здания. Стены и колонны сложены из красного кирпича с белыми полосами на выступах. Внутри в качестве перекрытий использованы деревянные балки и деревянные опорные столбы. Двери и решётки на окнах старинные кованные. Под зданием Верхнего склада имеется подвальное помещение. В 2005 году склад был полностью отреставрирован, включая и интерьер. Сейчас в здании располагается Музей природы и охраны окружающей среды.

## Нижний провиантский склад

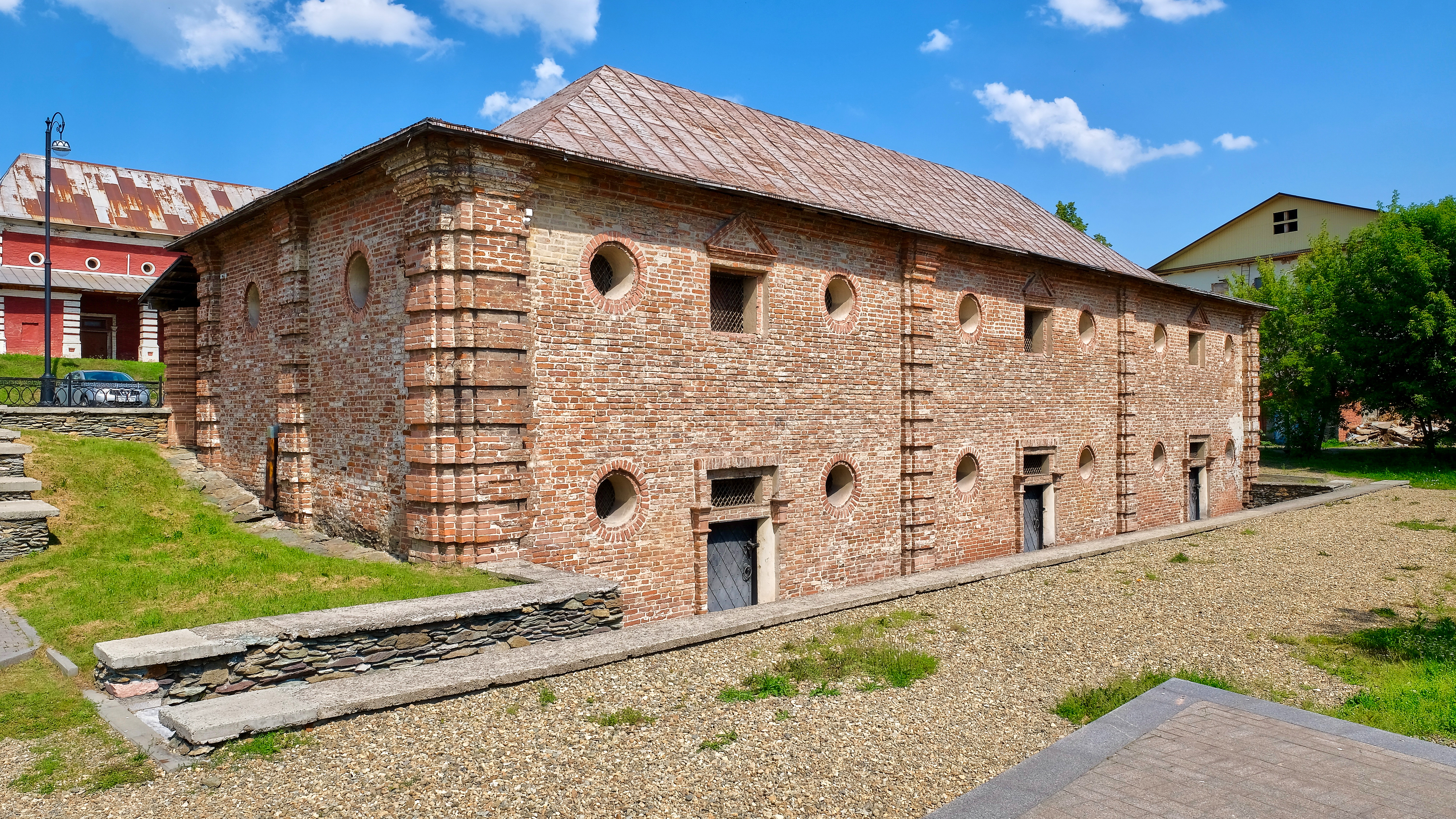
Нижний провиантский склад

Нижний провиантский склад расположен ближе к Тагильскому пруду, поэтому находится значительно ниже Верхнего. Здание двухэтажное, первый этаж расположен ниже уровня тротуара, ко входу с парковки вниз ведёт старинная лестница. Нижний склад по своей архитектуре очень похож на Верхний: он также построен из кирпича, с главного фасада имеет ряд рустованных кирпичных колонн, на обоих этажах окна-иллюминаторы, крыша, также, как и у Верхнего, четырёхскатная, с главного фасада переходит в навес, который поддерживают колонны. Стены и колонны имеют серовато-бежевый цвет. Со стороны Историко-краеведческого музея в низине, возле склада располагается экспозиция горнозаводского оборудования под открытым небом. В здании Нижнего склада сейчас расположен музей «Фондохранилище».